# Баналност зла
Баналност зла је фраза коју је немачка филозофкиња Хана Арент сковала 1963. године у делу Ајхман у Јерусалиму: Извештај о баналности зла. Њоме је изразила тезу да велика зла у историји нису починили фанатици и социопате већ обични људи који су прихватали тумачење државе да су акције у којима учествују нормалне.
Теза о баналности зла је настала под утиском суђења у Јерусалиму нацистичком ратном злочинцу Адолфу Ајхману, одговорном за спровођење Холокауста. Арентовој је било несхватљиво то што Ајхман, задужен за провођење Холокауста, није изгледао као један од највећих злочинаца свих времена - нису биле видљиве никакве патолошке склоности, није било никаквих знакова да је организација геноцида била израз његовог зверства. Он се држао као бирократа којем је стало само да добро обави свој посао - што је и била његова главна одбрана током процеса - иако је тај посао био тешко убиство непојмљивог броја људи. Пошто јој Ајхман није изгледао као оличење зла, већ потпуно обично, Арентова је поставила питање како се људско зло уопште може препознати и одакле уопште долази. На основу извештаја са суђења она је закључила:
Крајња злоба, патологија или идеолошко убеђење нису нужни како би помогли појединцу да почини бескрајно зло.— Хана Арент
Управо је Ајхманова „изванредна плиткост“ навела Арентову да именује зло које не захтева никакву посебну злост нити поквареност, већ само дубок недостатак мишљења и суђења. То је појединац који добровољно учествује у активностима криминалног режима, а себе сматра ослобођеним било какве одговорности за своје поступке, због хијерархијског устројства и због важећих закона. Путем таквог оправдавања, појединац може избегавати било какво суочавање са питањем моралности својих поступака. Стога, где је режим злочиначки, демонски карактер је непотребан - потребни су само послушност и покоравање закону. Из тога настаје парадокс баналног извршиоца чија дела показују екстремно зло. Хана Арент тврди да се политичко зло 20. века није се могло остварити без регрутовања милиона „нормалних“ особа и институционалне сарадње која је раширила саучесништво на читаво друштво.

## Критике
Познати истраживач холокауста, Дејвид Цезарени је у својој књизи Постати Ајхман: Преиспитивање живота, злочина и суђења „бирократском убици“ изнео низ примедби на Арентину анализу суђења. Прва критика се односи на чињеницу да Хана Арент није присуствовала целом суђењу, већ само делу када је тужилаштво износило доказе, тако да није имала прилику да види Ајманово сведочење, где су дошли до изражаја енергичнији моменти његовог карактера.
Друго, Цезарени износи широке доказе који наводе да је Ајхман у ствари био изразити антисемита, и да су оваква осећања представљала важну покретачку силу његових геноцидних деловања. Стога, Цезарени сматра да Арентине тврдње да су Ајхманови мотиви били банални и неидеолошки и да се он одрекао аутономије избора повиновавши се Хитлеровим наређењима без поговора стоје на слабим основама.
Најконтроверзније су Цезаренијеве примедбе које се тичу предрасуда које је сама Хана Арент наводно имала, а које су могле да утичу на њену перцепцију суђења. Цезарени тврди да је, као и многи Јевреји немачког порекла Арентова имала ниско мишћење о Јеврејима из источне Европе (Остјуден). Ово је довело до њених напада на начин вођења суђења главног тужиоца, Гидеона Хауснера који је био пољског порекла. У писму немачком филозофу Карлу Јасперсу је истакла како је Хауснер био типични галицијски Јеврејин... стално је правио грешке. Вероватно један од оних људи који не знају ниједан језик Њени негативни ставови о ционизму су такође могли да утичу на њено виђење суђења. Цезарени тврди како се неки њени ставови о Јеврејима блискоисточног порекла граниче са расизмом. Израелску гомилу је описала као Оријенталну руљу, какве срећете у Истанбулу или некој другој полуазијатској земљи Израелска полиција, како она наводи јој ствара жмарце, говори само хебрејски и изгледа као Арапи.